# إنتليبيديا

شعار انتليبيديا

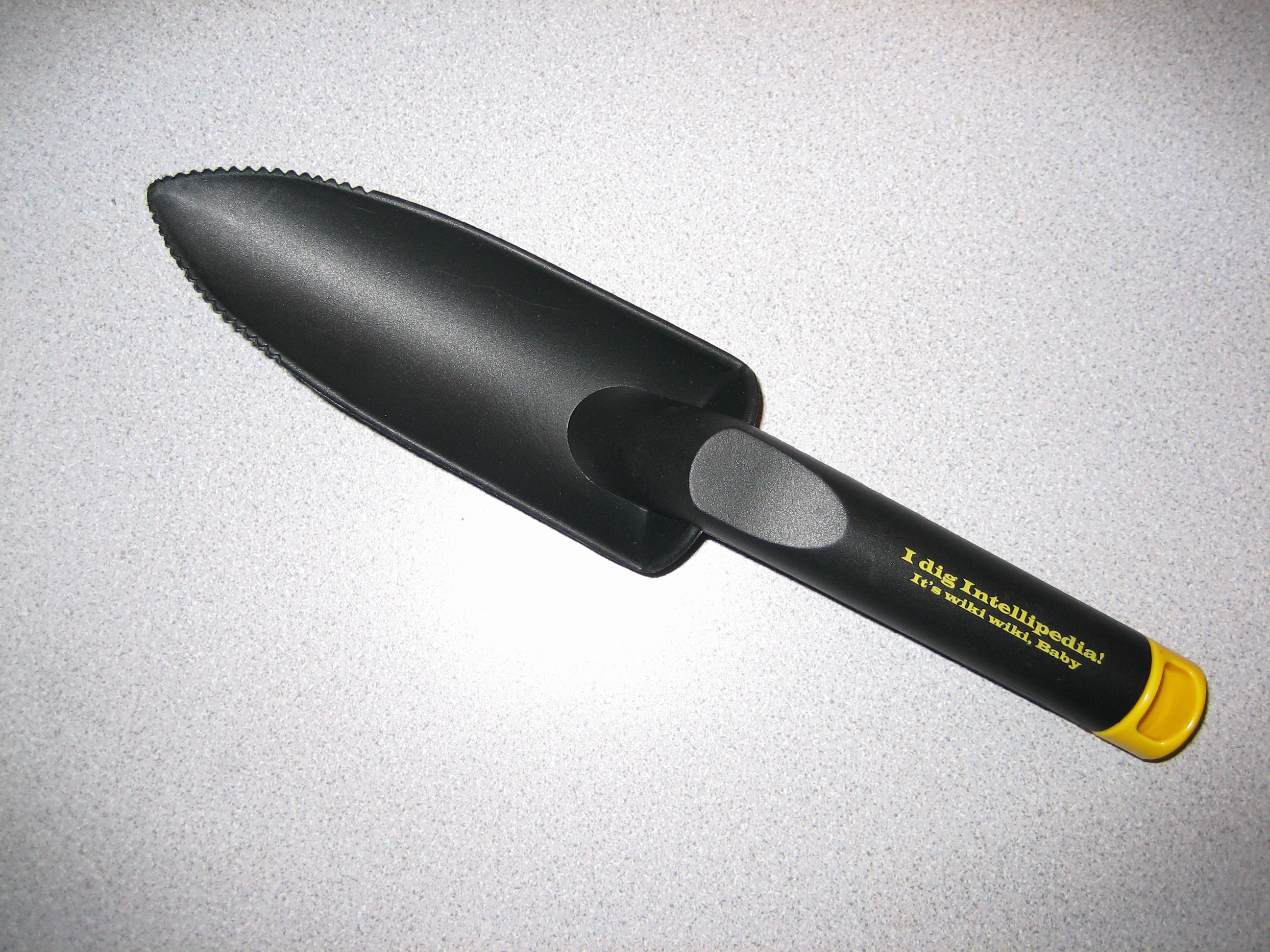
قوالب شكر للمحررين في إنتليباديا تشبه قوالب شكر ويكيباديا

إنتليبيديا Intellipedia موسوعة مخابراتية سرية مغلقة تعمل بنظام يشبه نظام الويكي هدفها تكوين شبكة مخابراتية وتحسين تدفق المعلومات بين مختلف أجهزة المخابرات الأمريكية Joint Worldwide Intelligence Communications Systems التي يبلغ عددها 16 وكالة تكون هيكل المخابرات الأمريكية. يشرف على الموسوعة مكتب مدير المخابرات القومي وقد احتوت في أكتوبر 2006 ]على 28,000 مقال تقريبا حررها 3600 عضو. وهي موسوعة استعمالها مقتصر على أعضاء المؤسسات الاستخباراتية. ويقول عنها مكتب مدير المخابرات المشرف على المشروع بأنها سوف تشكل ثورة في طريقة تعامل مجتمع مخابرات الولايات المتحدة الأمريكية، الذين انصب عليهم اللوم على نطاق واسع عند فشلهم في «الربط بين الخيوط» قبل هجمات 11 سبتمبر.
تم إطلاق هذا البرنامج إثر غزو العراق حتى يتم تفادي الأخطاء الاستخباراتية مستقبلا كالطريقة التي أدت إلى استنتاج أن العراق يمتلك أسلحة دمار شامل. كما أن نقطة اختلاف أخرى مع ويكيباديا هي أن إنتليباديا تشجع وجهات النظر الشخصية عكس وكيباديا التي تفضل الحياد.